# جون راندولف من روانوك
جون راندولف (بالإنجليزية: John Randolph of Roanoke)‏ (2 يونيو عام 1773- 24 مايو عام 1833)، يُعرف باسم جون راندولف من روانوك، كان مالك مزرعة وعضوًا في الكونغرس من ولاية فرجينيا. عمل في مجلس النواب بين الحين والآخر بين عامي 1799 و1833، وعمل أيضًا في مجلس الشيوخ بين عامي 1825 و1827. أصبح جون راندولف سفيرًا في روسيا خلال عهد أندرو جاكسون في عام 1830. شغل منصب المتحدّث باسم الرئيس توماس جفرسون في مجلس النواب، ثم تخلّى عن الرئيس نتيجةً لما اعتبره تمييعًا لمبادئ الرئيس جفرسون فضلًا عن سوء المعاملة المفترضة أثناء عزل صامويل تشايس، الذي أسفر بدوره عن تعيين راندولف في منصب رئيس هيئة الادعاء. أعلن راندولف نفسه بعد الانقسام زعيمًا لـ «الجمهوريين القدامى» أو «ترتيوم كويدز»، وهو جناح في الحزب الجمهوري الديموقراطي هدفه تقييد دور الحكومة الفيدرالية. وعلى وجه التحديد، روّج راندولف لمبادئ ما بعد عام 1798، إذ نصّت هذه المبادئ على السماح للولايات الفردية بالبتّ في دستورية قوانين ومراسيم الحكومة المركزية، إضافةً إلى السماح لها برفض إنفاذ القوانين التي تُعتبر غير دستورية.
اتّسم راندولف بكونه خطيبًا ذو بديهةً سريعةً وفطنةً باهرةً، كان متمسّكًا بالنظام الجمهوري ومدافعًا عن وجود مجتمع زراعي تجاري طيلة عقوده الثلاثة التي قضاها في الكونغرس. يُعزى موقف راندولف المحافظ والجّلي في حججه المعارضة للديون وحقوق طبقة ملّاك الأراضي إلى روابطه بممتلكات عائلته والقيم النخبوية لموطنه الأصلي ساوثسايد فرجينيا. دفعه إيمانه بأهمية طبقة ملّاك الأراضي إلى معارضة إلغاء الميراث والبكورية؛ «ستقيم العائلات القديمة في فرجينيا روابطًا مع الأشخاص الفقراء، وستغرق في حشد أبناء وبنات المشرفين». عارض راندولف حرب عام 1812 وتسوية ميزوري لعام 1820معارضةً ضاريةً؛ إذ انخرط في النقاشات حول التعريفات الجمركية والصناعات التحويلية والعملة. اعتُبر راندولف أحد مؤسسي جمعية الاستعمار الأمريكية في عام 1816، لكن تملّكته مشاعر مختلطة فيما يتعلّق بالعبودية. أرسلت هذه الجمعية السود الأحرار إلى مستعمرة في إفريقيا، بينما كان راندولف مؤمنًا بضرورية العبودية في فرجينيا، إذ قال إن «مسألة العبودية، بحسب التعبير، هي مسألة حياة أو موت بالنسبة لنا... لن تجد أي شواهد تاريخية احتلال عرقين مختلفين أرضًا واحدة إلا إن كانا سيدًا وعبدًا». إضافةً إلى ذلك، واصل راندولف اعتماده على مئات العبيد للعمل في مزرعة التبغ الخاصة به. ومع ذلك، كفل راندولف إعتاقهم وإعادة توطينهم في ولاية أوهايو الحرة في وصيّته، ووفّر لهم المال لشراء الأراضي والإمدادات. أسّسوا روسفيل التي تُعتبر الآن جزءًا من بيكوا وروملي في أوهايو.
كان راندولف محط إعجاب مجتمعه ومؤيديه، وذلك لامتلاكه شخصيّة مندفعة ولولعه بتوفير التعليم والمساوة للجميع. طبّق راندولف أساليبًا استفزازية في الدعايات الانتخابية، إذ استمتع بالقيام بذلك كهواية. ناشد راندولف اليومن (مصطلح يطلق على التابع، أو المالك الزّراعي الصغير، أو خادم السيد الإقطاعي، وذلك أواخر العصور الوسطى في إنجلترا) بشكل مباشر، إذ استخدم الخطابة الترفيهية والتنويرية والتواصل الاجتماعي والمصلحة المشتركة ولا سيما في نطاق الزراعة. أسفر ذلك عن نشوء علاقة وطيدة ودائمة بينه وبين المصوّتين له بصرف النظر عن عيوبه الشخصية. ناشد في دفاعه عن الحكومة المحدودة كلّ من المحافظين الحديثين والمعاصرين، وخصوصًا راسيل كيرك (1918-1994).

## مسيرته
انتُخب راندولف عضوًا في الكونغرس السادس للولايات المتّحدة، وذلك في سابقةٍ من نوعها لأنه كان في السادسة والعشرين من عمره وحسب؛ أُعيد انتخابه ستّ مرات متتالية في الكونغرس الأمريكي، إذ عمل فيه بين عامي 1799 و1813.
نُصّب راندولف رئيسًا للجنة الطرق والوسائل في الكونغرس الأمريكي السابع وبقي في منصبه حتّى الكونغرس التاسع بصفته زعيمًا للحزب الجمهوري الديموقراطي. أسّس راندولف جناح «ترتيوم كويدز» الذي يُعتبر أحد فصائل الحزب الجمهوري الديموقراطي، وذلك بعد تخلّيه عن ابن عمه الرئيس توماس جفرسون في عام 1806. دعا هذا الجناح إلى العودة إلى مبادئ ما بعد عام 1798 ونبذ ما اعتبره زحفًا قوميًا.
اقترح راندولف رؤية للنظام الجمهوري مناديةً بالنظام الأبوي التقليدي لطبقة النخبة في فرجينيا، هدفها الحفاظ على الاستقرار الاجتماعي بأقل قدر ممكن من التدخل الحكومي. تأثّر راندولف بمناهضة الفيدرالية الجنوبية، وذلك على الرغم من إعجابه الشديد بالمثل السياسية لجيل الحرب الثورية. كان راندولف أحد المدراء الكونغرسيين الذين نظّموا إجراءات عزل قاضي محكمة نيو هامبشر في الولايات المتحدة الأمريكية جون بيكرينغ بنجاح في شهر يناير من عام 1804. اشتكى النقّاد من أنه أساء إدارة جهود عزل أحد القضاة المعاونين في المحكمة العليا في الولايات المتحدة الأمريكية صامويل تشايس، إذ أخفقت محاولة العزل هذه في شهر ديسمبر من العام ذاته.
أصبح راندولف رئيس هيئة المحلّفين الكبرى في ريتشموند في شهر يونيو من عام 1807، إذ درست هذه الهيئة اتهام آرون بور وغيرهم بتهمة الخيانة. غضب راندولف من توماس جفرسون في نهاية المراجعة، وذلك لأنه دعم الجنرال جيمس ويلكينسون الذي كان متّهم بور الرئيسي. نظر راندولف إلى ويلكنسون على أنه لا يرقى لأن يكون محترمًا وذو سمعة طيبة.
لم يُعاد انتخاب راندولف في عام 1812 بسبب معارضته لحرب عام 1812، إلا أنه انتُخب مجددًا في عامي 1814 و1816. تخطّى راندولف فترةً أخرى قبل أن يُعاد انتخابه في عام 1819 ويستقيل في عام 1825.
طُلب من جون راندولف التقدّم لمنصب مرشّح الحزب الجمهوري الديمقراطي في مكتب رئاسة الولايات المتحدة بين عامي 1823 و1824، أي قبل ميعاد الانتخابات الرئاسية الأمريكية في عام 1824، إلا أنه رفض هذا العرض.
عُيّن راندولف في مجلس الشيوخ الأمريكي لملء مقعد شاغر في شهر ديسمبر من عام 1825، إذ عمل هناك حتّى عام 1827. انتُخب راندولف لعضوية الكونغرس مرة أخرى في عام 1826، إذ أصبح رئيسًا للجنة الطرق والوسائل.
تحدّث راندولف لعدّة أيام بهدف معارضة سلسلةٍ من التدابير المقترحة من قبل الرئيس جون كوينسي آدمز؛ إذ جادل بأنها تمنح ميّزات للقوى الصناعية الناشئة في نيو إنغلاند على حساب الولايات الجنوبية. اعتُبرت هذه السلسلة من الخطابات بمثابة أولى المماطلات السياسية.
كان راندولف عضوًا في مؤتمر فرجينيا الدستوري بين عامي 1829 و1830 في ريتشموند، وذلك بصفته مندوبًا من مقاطعة شارلوت. عُيّن سفيرًا للولايات المتّحدة الأمريكية في روسيا من قبل الرئيس أندرو جاكسون، إذ عمل بصفته سفيرًا بين شهري مايو وسبتمبر من عام 1830 قبل تقديمه استقالته لأسباب صحية.
انتُخب راندولف مرة أخرى في عام 1832، وعمل حتى وفاته في فيلادلفيا في 24 مايو من عام 1833. لم يتزوّج قط.

## غرابته وحالته وانعزاله
انعزل راندولف بصورةٍ دائمةٍ بعد خمس سنوات من تبوئه منصبه القيادي مع حلول عام 1803، وذلك على الرغم من مكانته كأحد نبلاء فرجينيا وأحد أهم الخطباء في تاريخ كارولين وأحد الزعماء في مجلس النواب. اتّسم راندولف بشخصيته الغريبة التي ازدادت سوءًا بعد التدهور المستمر لحالته الصحية (تُوفّي بسبب مرض السل)، كان مسرفًا في شربه للكحول ومتعاطيًا عرضيًا للأفيون. صرّح بيل كوفمان أن راندولف «كان متعاطيًا اعتياديًا للأفيون وعازبًا معجبًا بأندرو جاكسون».
أثبت العلم الحديث أنه يمكن لمرض السل الرئوي الكامن أن يستقر في الجهاز التناسلي أحيانًا، ما يتسبّب ببعض الأعراض والأضرار الدائمة التي قد تمنع بداية البلوغ. تُوفّي شقيق راندولف بمرض السلّ، الأمر الذي يثير الشكّ حول إصابة راندولف بالمرض ذاته في شبابه وعدم مروره بمرحلة البلوغ. تُوفّي راندولف بمرض السل وهو في الستين من عمره بعد تفشّي المرض. بدأ بتعاطي الأفيون كوسيلة للتعامل مع الألم الشديد الناجم عن معركته المستمرة مع مرض السل. تشهد الروايات المعاصرة على أنه اتّسم بشخصية عدوانية وعدائية قبل إصابته بالمرض.
خاض راندولف في إحدى المرات مبارزةً مع هنري كلاي. لكن خلاف ذلك، أبقى نزعته العدوانية داخل قاعة الكونغرس. عادةً ما كان يرتدي ملابسه بطريقةٍ ملفتةٍ للنظر، وغالبًا ما رافقه عبيده وكلاب صيده. «عندما بادر كلاي في جعل منصب المتحدّث منصبًا ذو نفوذ حقيقي بعد أول انتخاب له لهذا المنصب في عام 1811، أمر راندولف على نحو غير رسمي بإخراج كلبه من قاعة مجلس النواب، وهو أمر لم يجرؤ أي متحدّث سابق على فعله».
كره راندولف النائب ويليس ألستون بشدّة، إذ خاض عراكًا ضاريًا معه في أحد النزل في واشنطن. دفعت الكلمات المسيئة كلا الطرفين إلى رمي أدوات المائدة على بعضهما البعض. وبعد ست سنوات، خاضا عراكًا آخر على درج مجلس النواب، وذلك بعد أن أشار ألستون إلى راندولف بصوت عال بأنه «جرو». أدمى راندولف ألستون باستخدام عصاه، واضطر أعضاء الكونغرس الآخرين إلى فصلهما عن بعضهما البعض. غُرّم راندولف بمبلغ قدره 20 دولارًا لخرقه للسلام.
أسس راندولف برفقة هنري كلاي جمعية الاستعمار الأمريكية «إيه سي إس» في عام 1816، وهي بمثابة تعاون بين أصحاب الرقيق ودعاة إلغاء الرق بهدف التخطيط لنقل وإعادة توطين السود الأحرار في مستعمرة في إفريقيا (الأرض التي أصبحت ليبيريا). لطالما عارض راندولف العبودية نظريًا شأنه شأن العديد من أصحاب الرقيق الآخرين. حرر العديد من ملّاك المزارع العبيد في العقدين التاليين للحرب الثورية، إذ ارتفعت نسبة السود الأحرار في ولاية فرجينيا من أقل من 1% في عام 1782 إلى 13.5% في عام 1810.

## وصلات خارجية
- جون راندولف من روانوك على موقع الموسوعة البريطانية (الإنجليزية)
- جون راندولف من روانوك على موقع إن إن دي بي (الإنجليزية)
- جون راندولف من روانوك على موقع فايند أغريف